# كيث ويلسون (موزع)
كيث ويلسون (بالإنجليزية: Keith Wilson)‏ هو موزع أمريكي، ولد في 1916، وتوفي في 2 يونيو 2013.

## وصلات خارجية
- كيث ويلسون على موقع ميوزك برينز (الإنجليزية)
- كيث ويلسون على موقع ديسكوغز (الإنجليزية)